# Donja Kozica (Sanski Most)
Donja Kozica (szerbül: Доња Козица) szerb falu Bosznia-Hercegovinában, a Bosznia-hercegovinai Föderáció Una-Szanai kantonjában, Sanski Most községben.

## Fekvése
Bosznia-Hercegovina északnyugati részén, Bihácstól légvonalban 75, közúton 103 km-re keletre, Sanski Most központjától légvonalban 13, közúton 20 km-re délkelete, a Kozica-patak völgyében fekszik. A Kozica a falu határában ered, és 9 km megtétele után Podovi falunál ömlik a Szanába. Donja Kozica falu környékén is vannak kisebb melegvizű források.

## Népessége
| Nemzetiségi csoport | Népesség 1991 | Népesség 2013 |
| ------------------- | ------------- | ------------- |
| Szerb               | 593           | 20            |
| Bosnyák             | 1             | 0             |
| Horvát              | 1             | 0             |
| Jugoszláv           | 8             | 0             |
| Egyéb               | 3             | 0             |
| Összesen            | 606           | 20            |

## Története
Kozica település már a 16. században létezett. Ezt igazolja negyedik török defter 1568-ból, amely a Szana náhije részeit írja le, és amelyet Milan Vasić fordított le és Vasić az „Etnikai mozgalmak a boszniai Krajinában a 16. században” című művében adott közre. Ebben szerepel Novo Selo a mai Kozica falu egyik településrésze. Ezt a falucskát a harmadik, 1895-ös osztrák-magyar összeírás is megemlíti Kozica falu részeként. Kozicán egy török őtorony (čardak) is állt, mely a község kataszterében az iskolától északra, a Kozica-folyó mentén van megjelölve. Čardak nevű hely más forrásban nem található, csak a község kataszterében szerepel, és az egész területen ez az egyetlen „čardak” nevű hely. A helyi lakosság elmondása szerint ez volt Csekics Hasszán-bej csardakja, melyet 1907-ben egy lázadás során a jobbágyok égettek fel. A kozicai lázadás élén Trivo Spire Zecević állt, és még négy résztvevő neve ismert: Ilija Babić, llozo és Lazar Bajić, valamint Zaharije Majkić, akit Kurjaknak neveztek.
1879-ben az első osztrák-magyar népszámlálás Kozicán 928 lakost számlált, valamennyien ortodox szerbek voltak. 1895-ben Kozica községhez Kozica (Babići, Graćanica, Đakovići, Mrsići, Nikolići, Novoselci, Oljače, Pantelići, Podić, Stevanovići, Sućuri, Tepići, Tukovi és Zečevići településrészekkel), Podovi és Tramošnja (Bodiroža, Borenovići, Dardići, Dejanovići, Gorani,
Jovičići, Smoljani, Suhodo és Vujanovići településrészekkel) falvak tartoztak. 1910-ben Kozicának 1328 lakosa volt. Kozica és Podovi falvak közös földműves szövetkezete 1922. augusztus 2-án alakult meg és egészen 1941-ig Jugoszlávia széteséséig működött. A település elemi iskoláját 1932-ben építették. 1941-ben, nem sokkal a megszállók elleni felkelés előtt érkezett vissza falujába Risto Kovačević, akit a helyiek csak Risto bácsiként ismertek. Ő hosszú ideig dolgozott Jugoszlávia különböző helyein. Haladó nézetei voltak, és a KPJ szimpatizánsa volt. Jelentős politikai munkát végzett a parasztok körében. Azt tanácsolta nekik, hogy ne adják át fegyvereiket az usztasáknak: „A fegyvereket és a lőszert úgy kell tárolnunk, ahogyan a drágakövet tároljuk.” Becsmérelte a német megszállókat és az Usztasát. A kommunista pártról és a munkásmozgalomról beszélt a parasztoknak. Személyesen vett részt május 6. és 8. között a kijevói csatában, de a cselekvést még korainak gondolta. Ennek ellenére a faluból sokan vettek részt a németek és usztasák elleni harcokban, mely végül a lázadás leverésével végződött.
A boszniai háború idején sok más szerbek lakta faluhoz hasonlóan Donja Kozica is elpusztult. A szerb lakosság száma akkor esett vissza, amikor 1995-ben a Sana’95 hadművelet során a bosnyák kormánycsapatok elfoglalták a falut a szerbektől és a távozó szerb csapatokkal a szerb lakosság is elmenekült. A daytoni békeszerződés után 1997-ben az entitások közötti demarkációs vonal kiigazításáról szóló megállapodással Donja Kozica legnagyobb része a része a Boszniai Szerb Köztársasághoz került, és csak egy kisebb része került a Föderáció, és ezzel Sanski Most község területére.

## Nevezetességei
Szent Lázár mártír fejedelem tiszteletére szentelt pravoszláv temploma.